# Castillejo-Sierra
Castillejo-Sierra település Spanyolországban, Cuenca tartományban. Castillejo-Sierra Cuenca, Las Majadas, Arcos de la Sierra, Sotorribas és Fresneda de la Sierra községekkel határos. Lakosainak száma 33 fő (2024).

## Népesség
A település népessége az utóbbi években az alábbiak szerint változott:
| Lakosok száma | 51   | 46   | 49   | 38   | 35   | 32   | 31   | 28   | 29   | 33   |
|               | 2001 | 2004 | 2006 | 2009 | 2011 | 2014 | 2016 | 2019 | 2021 | 2024 |